# 2014 у Тернополі
| Роки в Тернополі: ← · 2000 · 2001 · 2002 · 2003 · 2004 · 2005 · 2006 · 2007 · 2008 · 2009 · 2010 · 2011 · 2012 · 2013 · 2014 · 2015 · 2016 · 2017 · 2018 · 2019 · 2020 · 2021 · 2022 · 2023 · 2024 Див. також: XIX століття · XX століття |

- 474 років з часу заснування міста Тернополя (1540).

## Річниці

### Річниці заснування, утворення
- 15 квітня — 70 років тому Тернопіль звільнено від німецьких окупантів (1944)

### Річниці від дня народження
- 1 січня — 75 років від дня народження українського актора, режисера Тадея Давидка (1939).
- 8 червня — 75 років від дня народження українського журналіста Володимира Сушкевича (1939—2011).
- 27 червня — 80 років від дня народження українського режисера, актора театру і кіно, діяча культури, педагога Павла Загребельного (1934—1997).
- 19 серпня — 65 років від дня народження українського актора театру і кіно, режисера, педагога, громадського діяча В'ячеслава Хім'яка (1949).
- 11 листопада — 55 років від дня народження українського поета-пісняра, журналіста Сергія Сірого (1959).

## З'явилися
- засновано український жіночий футбольний клуб «Тернополянка» (тепер «Українка»);
- 24 серпня у сквері імені Митрополита А. Шептицького відкрито пам'ятник жертвам депортації 1944—1946 років;
- 28 вересня у сквері імені Шевченка на однойменному бульварі відкрито копію зруйнованого радянською владою тристороннього годинника.

## Видання
- рішенням вченої ради ТДМУ від 28 жовтня журналу «Шпитальна хірургія» присвоєно назву «Шпитальна хірургія. Журнал імені Л. Я. Ковальчука» на вшанування пам'яті довголітнього головного редактора[1]